# Łąka (województwo śląskie)

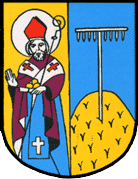
Nieoficjalny herb wsi Łąka

Łąka (niem. Lonkau) – wieś na Górnym Śląsku położona w województwie śląskim, w powiecie pszczyńskim, w gminie Pszczyna.
W latach 1973–75 w gminie Wisła Wielka. W latach 1975–97 dzielnica Pszczyny. Od 1 stycznia 1998 w gminie Pszczyna.
Wieś od południa graniczy ze Zbiornikiem Goczałkowickim. W północnej części wsi znajduje się zbiornik Łąka.

## Historia
Pierwsza wzmianka o wsi pochodzi z XIV wieku.
W dokumencie sprzedaży dóbr pszczyńskich wystawionym przez Kazimierza II cieszyńskiego w języku czeskim we Frysztacie w dniu 21 lutego 1517 roku wieś została wymieniona jako Luka.
Po przegranej przez Niemcy wojnie w lutym 1919 roku na konferencji paryskiej Czechosłowacja wysunęła roszczenie terytorialne do obszaru niemieckiego Śląska od Głuchołazów na zachodzie aż po Łąkę na wschodzie.
W latach 1975–1998 miejscowość położona była w województwie katowickim.

## Zabytki
We wsi znajduje się drewniany, parafialny kościół św. Mikołaja z XVII wieku. Obok na cmentarzu mogiły powstańców śląskich oraz polskich żołnierzy września 1939 roku. Pod adresem Łąka 118 znajdowała się drewniana stodoła, wpisana do rejestru zabytków w 1965 roku (skreślona z rejestru decyzją Ministra Kultury i Dziedzictwa Narodowego z 22 listopada 2023 roku).

## Sport i rekreacja
Znajduje się tutaj klub piłkarski LKS Łąka, który został założony 10 sierpnia 1945 przez m.in. Czesława Czerwionkę. Obecnie (sezon 2023/2024) występują w klasie A, gr. Tychy. Mecze odbywają na stadionie im. Czesława Czerwionki.

## Galeria

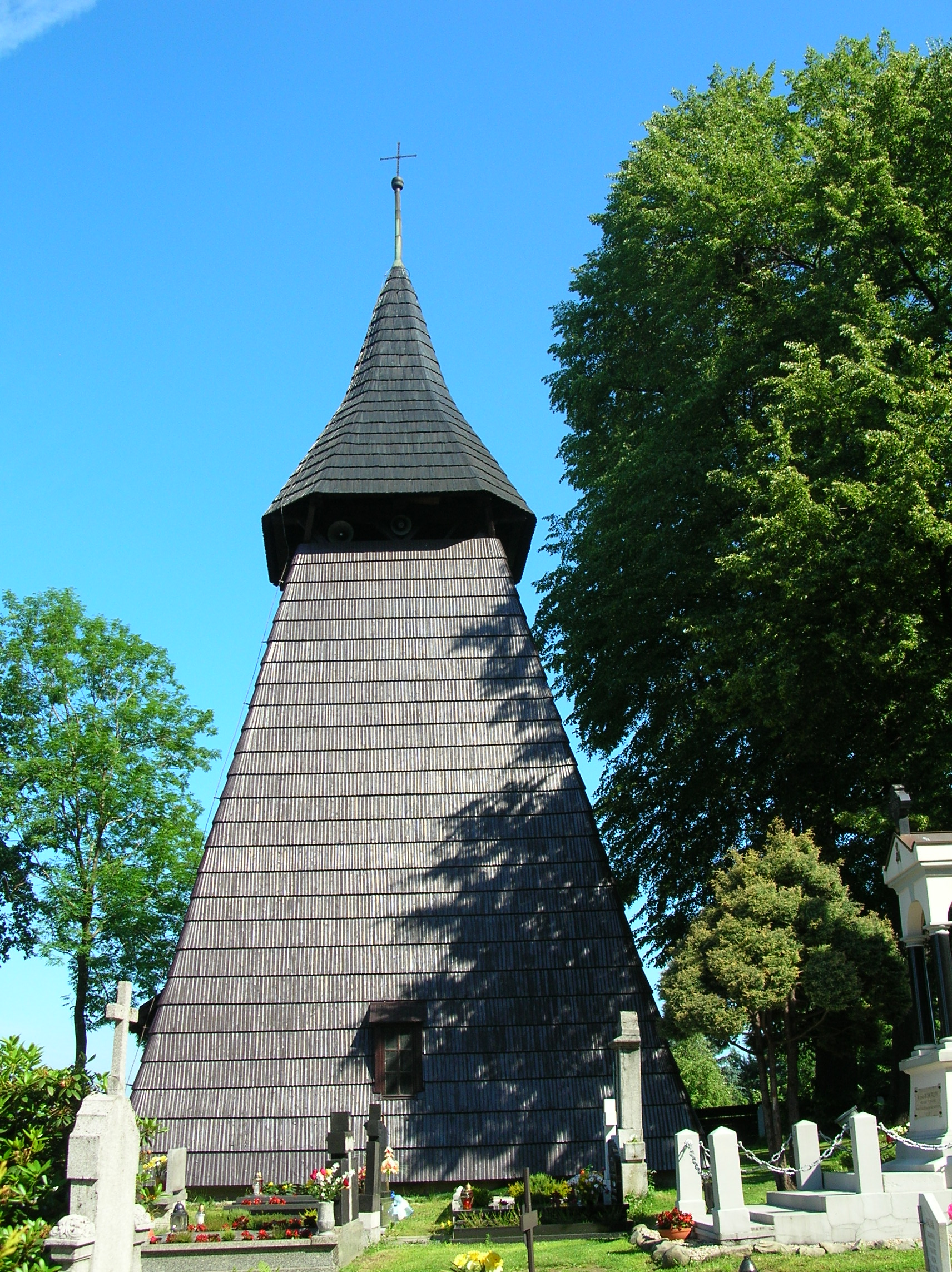
Dzwonnica przy kościele
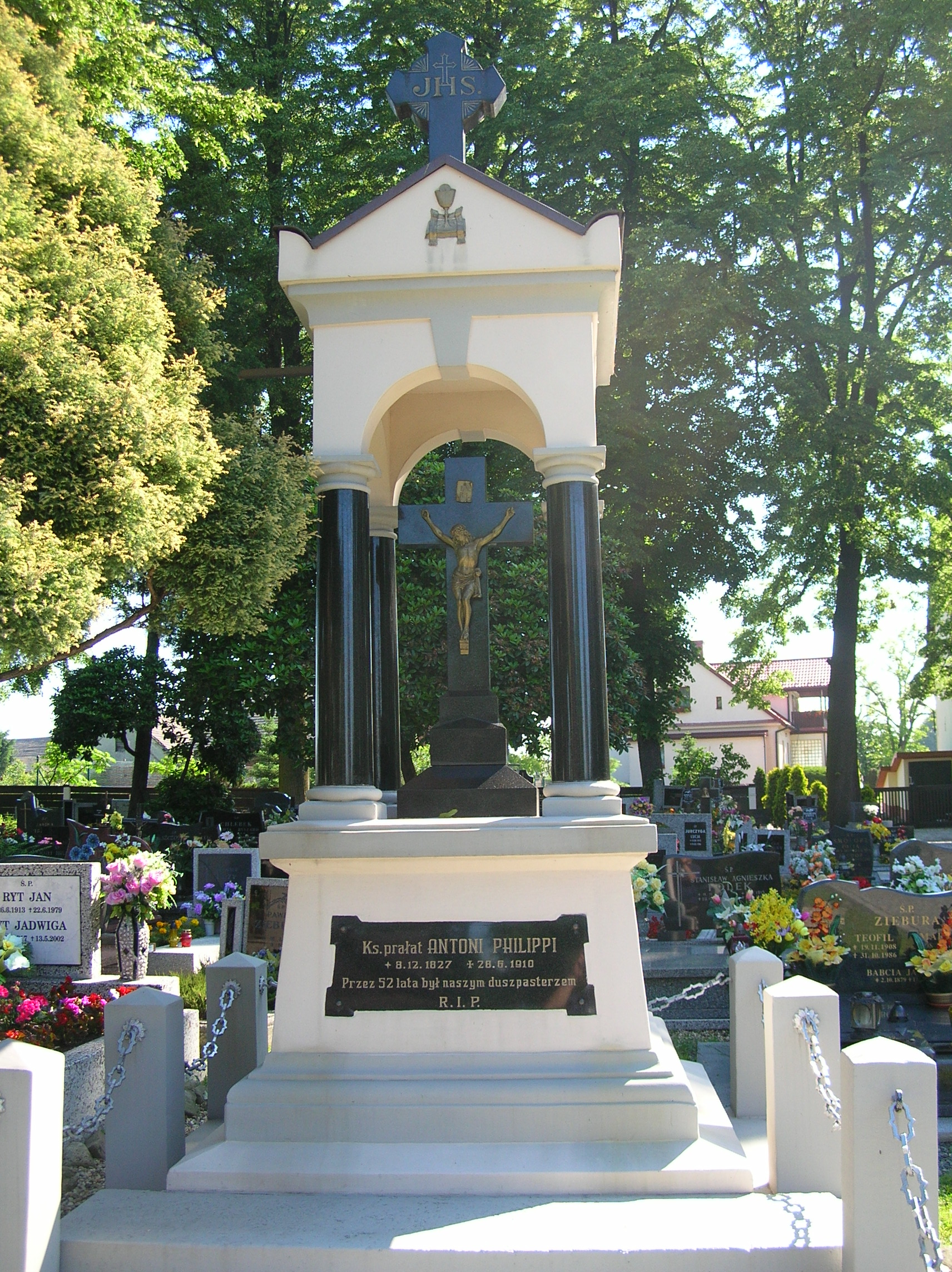
Grobowiec proboszcza ks. Antoniego Philippiego z początku XX w.